# 阿尔贝特城
阿尔贝特城（德語：Albertstadt，發音：[ˈalbɛʁtˌʃtat]）是德国萨克森州德累斯顿市新城区的次区（Stadtteil）。这个街区以萨克森国王阿尔贝特命名，他发起建设这个郊区。当时这里是德国最大的军营。
今天，联邦国防军军事史博物馆位于原来的一座军火库。该区尽管是主要军事中心，但并未在德累斯顿轰炸中受到重点袭击，仅受到轻微破坏。

## 位置
阿尔贝特城位于德累斯顿北部，距离市中心内老城约三公里。南部被拉德贝格郊区（Radeberger Vorstadt）、安东城（Antonstadt）和莱比锡郊区（Leipziger Vorstadt）所包围，北面是德累斯顿石楠草原（Dresdner Heide）以及黑勒（Heller）。
阿尔贝城有3,269名居民（2020年）。面积为 7.55 平方公里，是德累斯顿最大的街区之一，人口密度低，为每平方公里 351 人。

## 驻军设施
- 圣马丁驻军教堂（Garnisonkirche St. Martin）

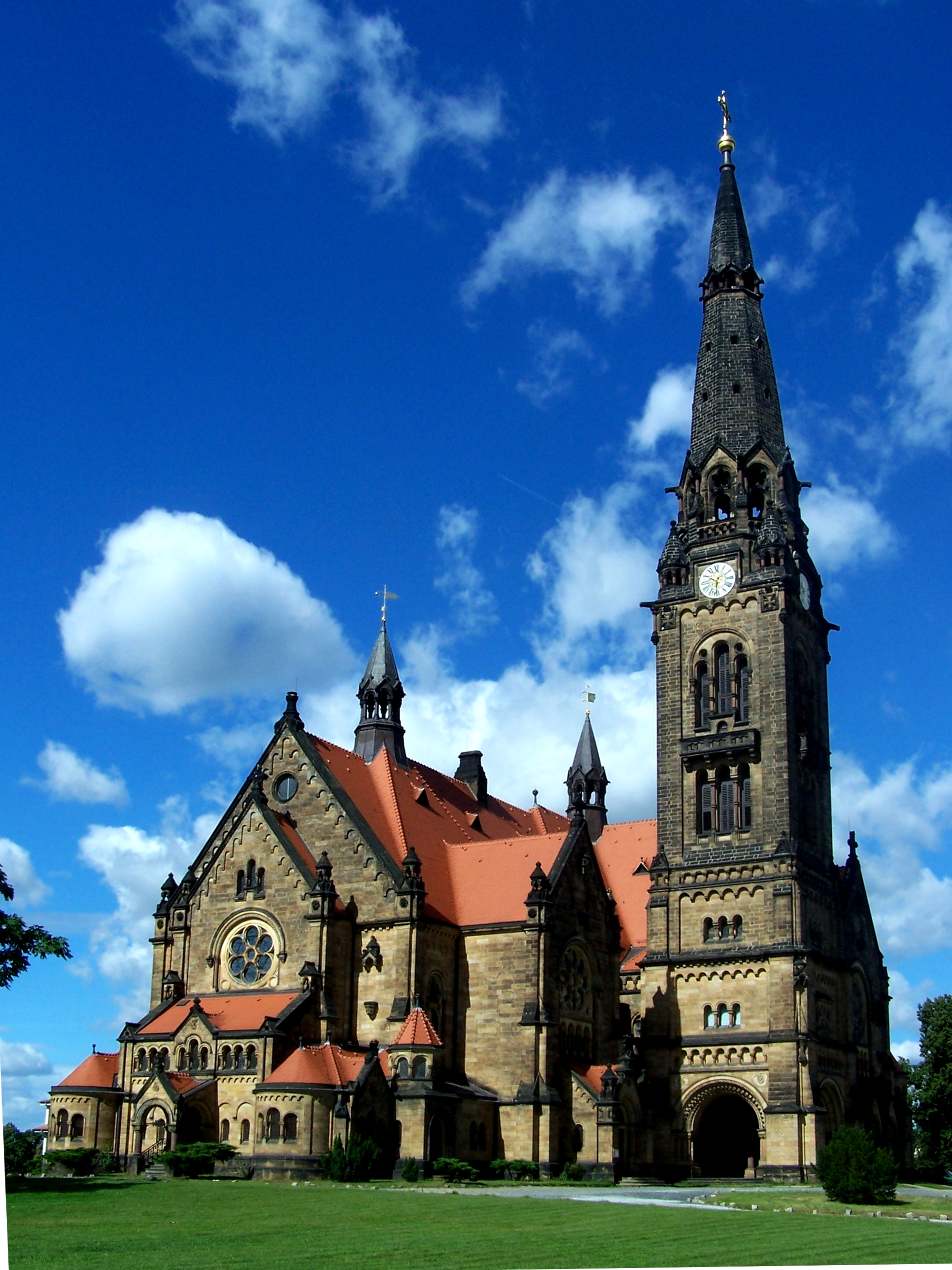
东面
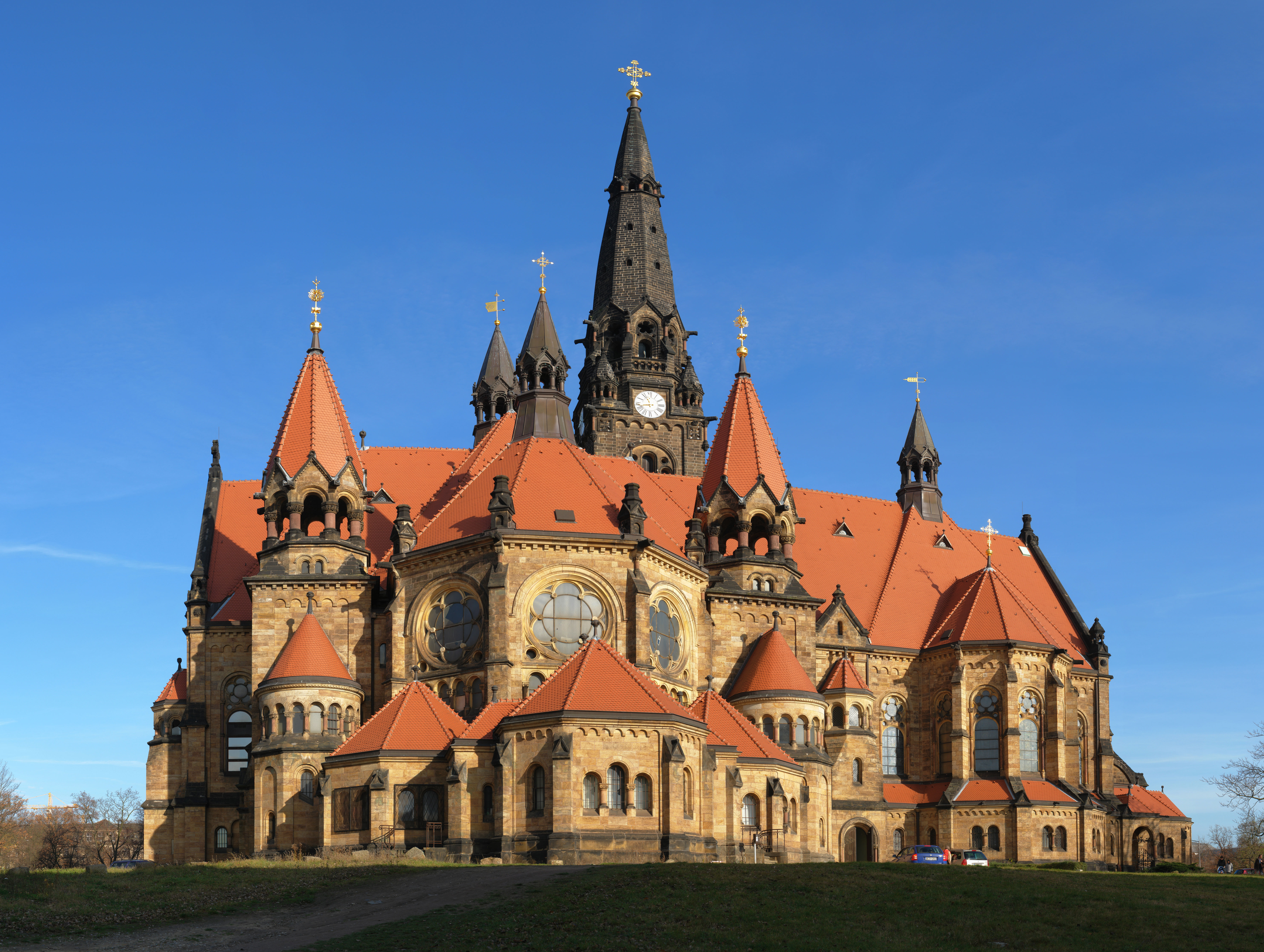
南面
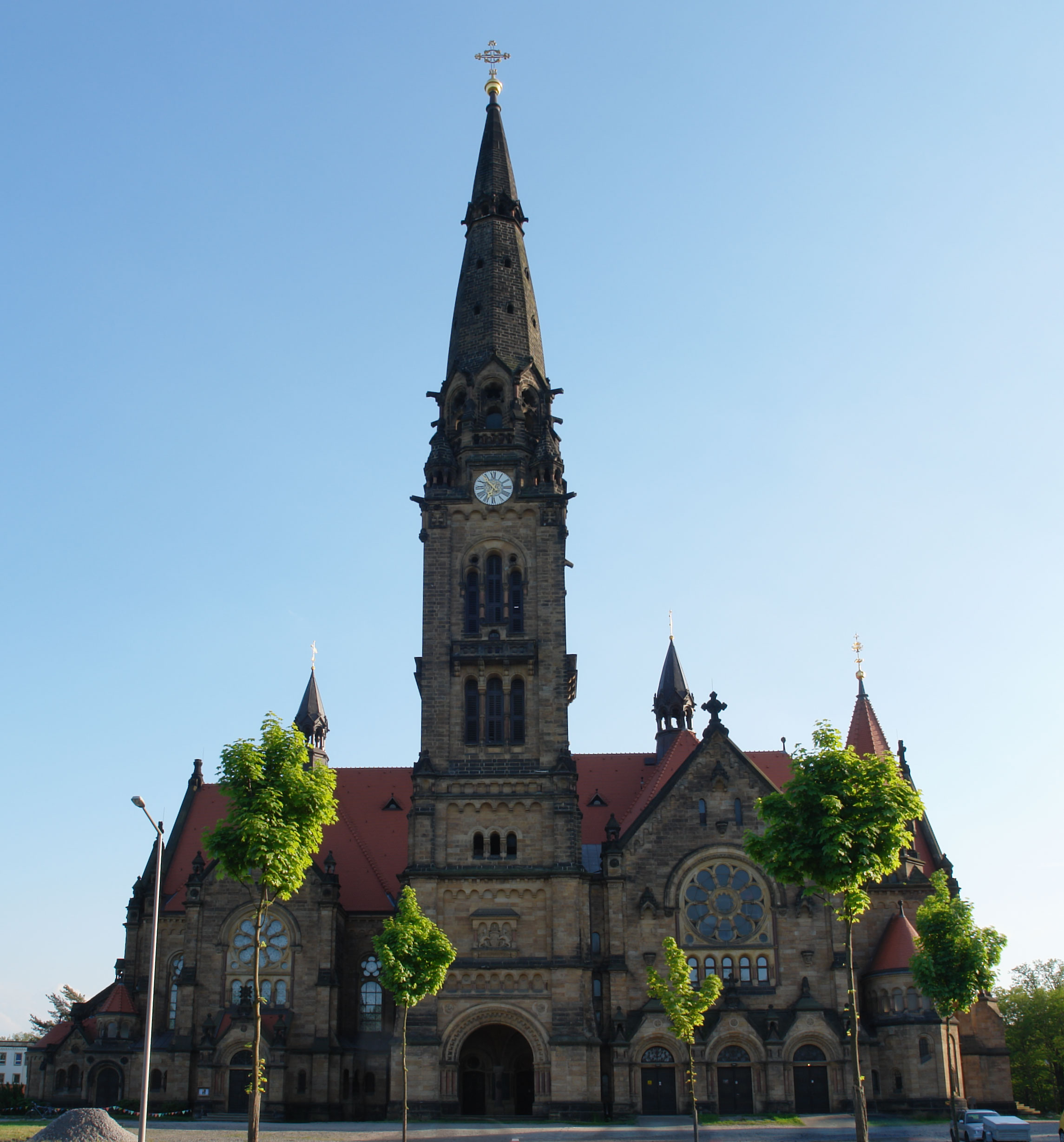
北面